# Bukit Harapan (Kerinci Kanan)
Bukit Harapan is een bestuurslaag in het regentschap Siak van de provincie Riau, Indonesië. Bukit Harapan telt 1316 inwoners (volkstelling 2010).